# Necydalis nepalense
Necydalis nepalense är en skalbaggsart som beskrevs av Tatsuya Niisato och Christian Ehrenfried Weigel 2006. Necydalis nepalense ingår i släktet stekelbockar, och familjen långhorningar.
Artens utbredningsområde är Nepal. Inga underarter finns listade i Catalogue of Life.